# Teleclita strigata
Teleclita strigata är en fjärilsart som beskrevs av Moore 1879. Teleclita strigata ingår i släktet Teleclita och familjen tandspinnare. Inga underarter finns listade i Catalogue of Life.